# 233 aC
El 233 aC va ser un any del calendari romà prejulià. Durant la República i l'Imperi Romà, era conegut com a any del consolat de Màxim Berrugós i Mató (o també any 521 ab urbe condita). L'ús del nom «233 aC» per referir-se a aquest any es remunta a l'alta edat mitjana, quan el sistema Anno Domini va ser el mètode de numeració dels anys més comú a Europa.

## Esdeveniments

### Antiga Grècia
- Cleòmenes III, rei agíada d'Esparta, devasta el territori de Sició, perquè era membre de la Lliga Aquea.[2]

### Antiga Roma
- Aquest any són elegits cònsols Quint Fabi Màxim Berrugós i Mani Pomponi Mató.[3]
- Màxim Berrugós rep com a província la Ligúria. Pels seus èxits militars obté un triomf i dedica un temple a Honor, la deïtat que personificava l'honor a l'antiga Roma.[4]
- Pomponi Mató fa la guerra contra els sards i n'obté la victòria, i se li concedeixen els honors del triomf.[3]

## Necrològiques
- Deidamia II, reina de l'Epir, filla del rei Pirros II. Refugiada al temple d'Àrtemis és assassinada al santuari per Miló. La data exacta no es coneix, però se suposa que era aquest any, als inicis del regnat de Demetri Poliorceta, segons els historiadors Poliè[5] i Justí.[6]
- Han Fei, filòsof xinès que va desenvolupar la doctrina de l'Escola de les lleis o legalisme.[7]